# Zlatko Aurelius Verbič
Zlatko Aurelius Verbič, kanadski Slovenec, * 18. maj 1928, Maribor, † 22. avgust 2009.
Bil je častni generalni konzul Republike Slovenije v Torontu.

## Odlikovanja in nagrade
Leta 1998 je prejel častni znak svobode Republike Slovenije z naslednjo utemeljitvijo: »za zasluge v dobro Sloveniji v najkritičnejših časih njenega osamosvajanja«.